# The Cat Came Back (brano musicale)
The Cat Came Back (originariamente pubblicata col titolo The Cat Came Back: A Nigger Absurdity) è un brano musicale scritto da Harry S. Miller nel 1893. Da allora The Cat Came Back è entrato a far parte della tradizione folcloristica anglosassone ed è stata registrata in varie versioni numerose volte, spesso con leggere alterazione del titolo (But the Cat Came Back, And the Cat Came Back ecc.). È anche una popolare canzone per bambini.

## Il testo
La canzone è di natura umoristica, e racconta la storia del "vecchio signor Johnson", il proprietario di una gatta gialla di cui però si vuole disfare. Ogni tentativo del signor Johnson di sbarazzarsi della gatta si rivelava vano in quanto la gatta continuava a tornare.
But the cat came back, she couldn't stay no longer,

Yes the cat came back the very next day,

The cat came back—thought she were a goner,

But the cat came back for it wouldn't stay away.
Ma la gatta tornò, non poteva stare a lungo lontano,

Sì, la gatta tornò il giorno subito dopo,

la gatta tornò, pensavamo che fosse “finita”,

Ma la gatta tornò, non sarebbe potuta stare lontano.
Nella versione originale di Miller, alla fine la gatta muore, ma ritorna dal padrone in forma di fantasma.

## Cover ed utilizzo nei media
La prima incisione di The Cat Came Back fu realizzata da Fiddlin' John Carson nell'aprile 1924, a cui seguì  Fiddlin' Doc Roberts (And The Cat Came Back The Very Next Day) il 13 novembre 1925. Fra le versioni più recenti, una delle più celebri è quella del 1992 di Fred Penner, intrattenitore per bambini canadese, utilizzata in seguito per gli spot televisivi dell'Audi A3. Ne esiste anche una versione dei The Phantom Surfers, riarrangiata in stile surf (1997). Il brano compare anche nel film Il ladro di orchidee.
Nel 2011, la band canadese Theory of a Deadman ha pubblicato una cover riarrangiata nelle musiche e nel testo della canzone, dal titolo Bitch Came Back. La canzone è inserita nel quarto album della band The Truth Is...

La canzone è stata inoltre il punto di partenza per il cortometraggio d'animazione del 1988 The Cat Came Back di Cordell Barker, nominato all'oscar al miglior cortometraggio d'animazione.
La band Death metal Macabre, nel loro side-project Macabre Minstrels: Morbid Campfire Songs, ha riarrangiato la canzone come una ballata. In questa versione, una gatta malefica torna ogni volta presso il suo proprietario lasciando vittime nel suo cammino.
Viene inoltre utilizzata come tema portante della terza stagione della web serie "The Midnight Hour" di Paranormal Zone.